# Бессе-ла-Кур
Бессе́-ла-Кур (фр. Bessey-la-Cour) — коммуна во Франции, находится в регионе Бургундия. Департамент коммуны — Кот-д’Ор. Входит в состав кантона Блиньи-сюр-Уш. Округ коммуны — Бон.
Код INSEE коммуны — 21066.

## Население
Население коммуны на 2010 год составляло 72 человека.
| 1962 | 1968 | 1975 | 1982 | 1990 | 1999 | 2010 |
| ---- | ---- | ---- | ---- | ---- | ---- | ---- |
| 96   | 86   | 87   | 81   | 93   | 79   | 72   |

## Экономика
В 2010 году среди 50 человек трудоспособного возраста (15—64 лет) 34 были экономически активными, 16 — неактивными (показатель активности — 68,0 %, в 1999 году было 63,0 %). Из 34 активных жителей работали 34 человека (18 мужчин и 16 женщин), безработных не было. Среди 16 неактивных 5 человек были учениками или студентами, 8 — пенсионерами, 3 были неактивными по другим причинам.